# Felsőlupkó

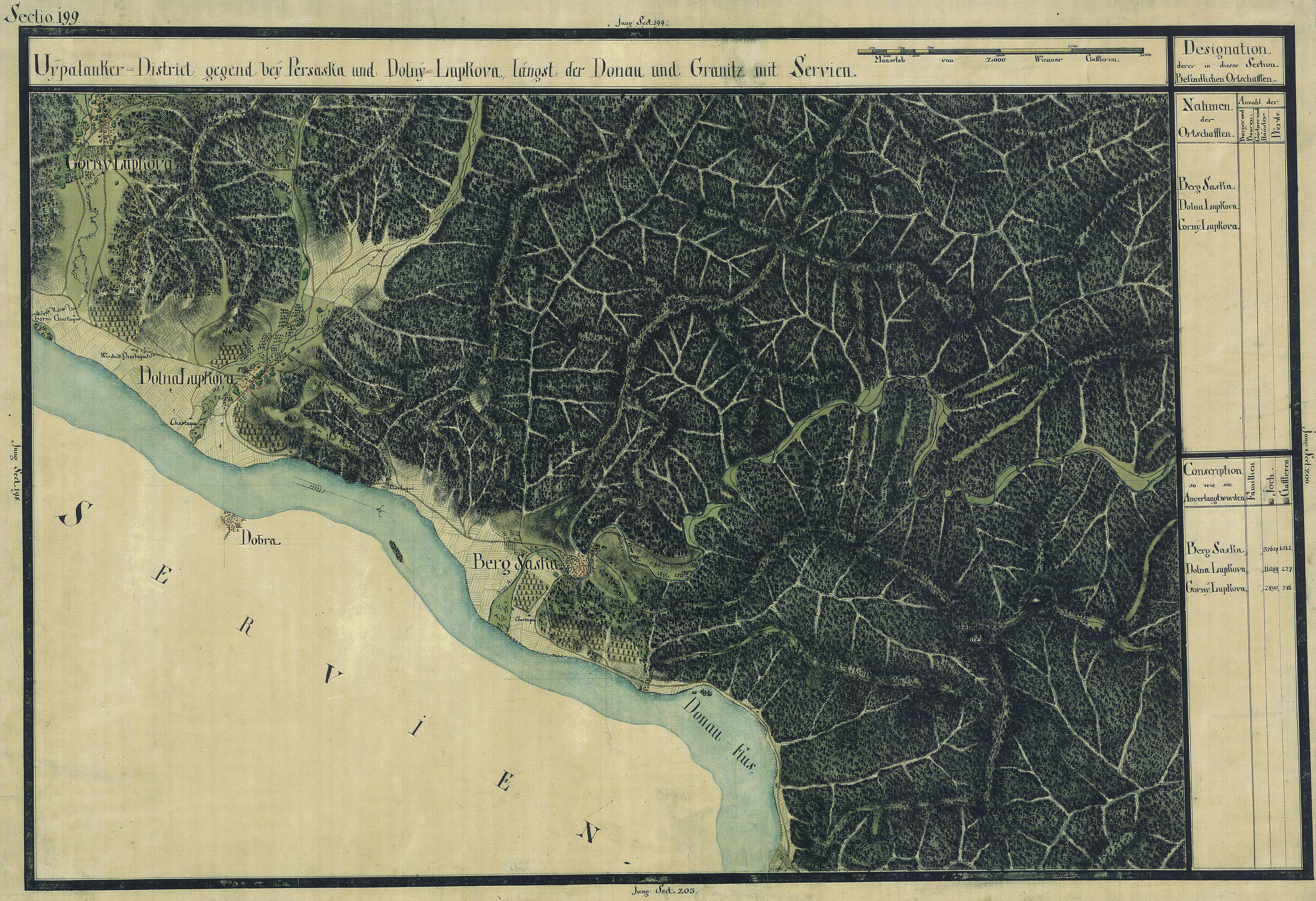
A falu mint „Gorny Lupkova” az első katonai felmérés 1769 és 72 között felvett szelvényén

Felsőlupkó, 1911-ig Gornyalyubkova (románul: Gornea, korábban Gornea-Liubcova vagy Liubcova de Sus) falu Romániában, a Bánságban, Krassó-Szörény megyében.

## Nevének eredete
Nevének alaptagja a délszláv Ljubko férfinévből keletkezett, -ova képzővel. A Gornea/Gornya szintén a délszlávból való, jelentése 'felső', ti. Ljupkovadolnjához képest. Először egy 1554-es defterben bukkan föl (transzliterálva) Gorna Lupqıva alakban, majd 1721-ben mint Gorni Lupkova.

## Fekvése
A Dunától másfél kilométerre északra, Temesvártól 201, Oravicától 80, Újmoldovától 24 kilométerre délkeletre, Orsovától 82 kilométerre nyugatra fekszik. 

## Népessége
- 1809-ben 86 család lakta.
- 1880-ban 696 lakosából 676 volt román és húsz egyéb (valószínűleg cigány) anyanyelvű; valamennyien ortodox vallásúak.
- 2002-ben 662 lakosából 654 volt román és hat cigány nemzetiségű; 641 ortodox és 17 baptista vallású.

## Története
Közelében, Căunița de Josban, a Duna partján késő római, négyzet alaprajzú erőd maradványait azonosították. Az 1969 és 90 között folyó ásatások a Căunița de Sus határrészben egy 8. századi, a falutól délnyugatra, a Camenița-patak völgyében pedig egy Árpád-kori települést tártak fel a hozzátartozó fazekasműhellyel és fémolvasztóval. Utóbbi ásatás, a párhuzamosan Illyéden folyóval együtt, úttörő volt a középkori temesközi falu régészeti megismerésében. A falu 1771-től a Katonai határőrvidék Illír-Bánsági Határőrezredéhez, 1872-től Szörény vármegye, 1880-tól Krassó-Szörény vármegye része volt. Házait 1795-ben vonták össze mai helyén. Az Ilie Mergheleș kapitány vezette szikevicai és gornyalyubkovai határőrök 1848. augusztus 19-én a két falu között visszaverték az Újmoldova felől támadó honvédeket. 1927-től 1943-ig önálló községi közigazgatással bírt. Căunițán 1944-ben heves ágyúharcot vívtak egymással német és román egységek. A faluban ma álló ortodox templom 1834-ben épült, 2001 és 2010 között a Dunától 250 méterre új ortodox kolostort építettek.

## Látnivalók
- A falu múzeuma két teremből áll. Az egyikben a környékbeli ásatásokról származó, főként római leletek, a másikban pedig egy néprajzi kiállítás látható.
- Horizontális vízimalmok a Camenița-patakon.